# DANCING WITH THE MOONLIGHT
「DANCING WITH THE MOONLIGHT」（ダンシング・ウィズ・ザ・ムーンライト）は、布袋寅泰の楽曲である。1988年10月5日に発売されたソロ・デビュー・アルバム『GUITARHYTHM』に収録された。翌年にイギリス限定でシングル盤が発売され、同作がソロ名義での1枚目のシングルとなった。
楽曲にはデヴィッド・ボウイやロキシー・ミュージックへのオマージュが見られる。

## 背景
本作は海外進出を目指してイギリスのパーロフォンレーベルより12インチシングルとしてリリースされた。本作が成功すればアルバム『GUITARHYTHM』もリリースされる予定であったが、本作がイギリス国内にてほとんど売れず、リリース後早々に廃盤となってしまったことから、アルバムのリリースは実現しなかった。また、1988年に7インチシングル版も制作されており、異なるバージョンとしてリリースが検討されていたが、こちらもリリースには至らなかった。
オリジナルはフェードインで始まるのに対し、12inch Versionはギターのイントロから、7inch Versionは女性コーラスから始まるなどアレンジがそれぞれ異なる。また12インチと7インチでは、それぞれで収録曲も異なっている。

## ミュージック・ビデオ
アルバム『GUITARHYTHM』の全曲が映像化されたビデオ『GUITARHYTHM』（1989年）に本作のオリジナルバージョンによるミュージック・ビデオが収録されている。内容は、ギターを持った花（布袋）が東京タワーを登っていくシーンを中心として、全編にアニメーションが使用され、部分的に実写による布袋本人の映像が使用されている。監督は永石勝、アニメーション監督は前田真宏が担当し、アニメ制作会社であるガイナックスのメンバーが関わっている。

## ライブ・パフォーマンス
本作がライブで初披露されたのは1988年10月26日に国立代々木競技場で開催された「GUITARHYTHM LIVE」である。その後、吉川晃司と結成したCOMPLEXでの初の全国ツアー「COMPLEXTOUR'89」では、吉川との共同ボーカルにて演奏されている。その他には、1991年8月6日に富士急ハイランドで開催された「GUITARHYTHM REPRISE」、1991年から1992年にかけての「GUITARHYTHM ACTIVE FLY INTO YOUR DREAM」ツアー、1992年から1993年にかけての「GUITARHYTHM WILD TOUR」までは常にセットリストに入っていたが、以降はライブで演奏される機会が減っていく。

## シングル収録曲

### 12インチシングル
| #  | タイトル                       | 作詞                           | 作曲     | 編曲     | 時間 |
| -- | ------------------------------ | ------------------------------ | -------- | -------- | ---- |
| 1. | 「DANCING WITH THE MOONLIGHT」 | ハービー山口、レニー・ザカテク | 布袋寅泰 | 布袋寅泰 | 7:15 |

| #  | タイトル                            | 作詞                                     | 作曲                                     | 編曲                     | 時間 |
| -- | ----------------------------------- | ---------------------------------------- | ---------------------------------------- | ------------------------ | ---- |
| 2. | 「LEGEND OF FUTURE」                |                                          | ジェフリー・ウェストレー                 | ジェフリー・ウェストレー | 1:19 |
| 3. | 「POWER - LIVE VERSION」            | 布袋寅泰                                 | 布袋寅泰                                 | 布袋寅泰                 |      |
| 4. | 「C'MON EVERYBODY - LIVE VERSION 」 | エディ・コクラン、ジェリー・ケープハート | エディ・コクラン、ジェリー・ケープハート | 布袋寅泰                 |      |

### 7インチシングル
| #  | タイトル                       | 作詞                                     | 作曲                                     | 編曲     | 時間 |
| -- | ------------------------------ | ---------------------------------------- | ---------------------------------------- | -------- | ---- |
| 1. | 「DANCING WITH THE MOONLIGHT」 | ハービー山口、レニー・ザカテク           | 布袋寅泰                                 | 布袋寅泰 | 4:02 |
| 2. | 「C'MON EVERYBODY」            | エディ・コクラン、ジェリー・ケープハート | エディ・コクラン、ジェリー・ケープハート | 布袋寅泰 | 3:01 |

## スタッフ・クレジット

### 参加ミュージシャン
- 布袋寅泰 - ギター、ボーカル
- 藤井丈司 - キーボードプログラミング
- ホッピー神山 - キーボード

- JACQUELINE ROBINSON - バッキングボーカル
- DIANA WRIGHT - バッキングボーカル
- PANDIT DINESH - パーカッション
- 原田“クマ”時芳 - ベース

### スタッフ
- 布袋寅泰 - プロデューサー
- マイケル・ツィマリング - レコーディング・エンジニア、ミキシング・エンジニア（オリジナルバージョンのみ）
- デヴィッド・ジェイコブ - ミキシング・エンジニア（12インチ、7インチバージョンのみ）

## リリース履歴
| No. | 地域     | 日付          | レーベル                  | 規格     | 規格品番  | 最高順位 | 備考                               |
| --- | -------- | ------------- | ------------------------- | -------- | --------- | -------- | ---------------------------------- |
| 1   | イギリス | 1989年4月3日  | パーロフォン              | 12インチ | 12 HOTE 1 | -        |                                    |
| 2   | 日本     | 1991年8月30日 | 東芝EMI／イーストワールド | 12インチ | TOJT-6283 | -        | アルバム『GUITARHYTHM II』LP版付属 |
| 3   | 日本     | 1991年9月27日 | 東芝EMI／イーストワールド | CT       | TOTT-6281 | -        | アルバム『GUITARHYTHM II』CT版付属 |

## 収録アルバム
DANCING WITH THE MOONLIGHT
- GUITARHYTHM（オリジナルバージョン）
- GUITARHYTHM II（12インチバージョン ※4枚組LP版のみ）
- GUITARHYTHM WILD（7インチバージョン）
- STAR STREET TRAX VOL.1（12インチバージョン）
- GUITARHYTHM FOREVER Vol.2（オリジナルバージョン）

LEGEND OF FUTURE
- GUITARHYTHM
- GUITARHYTHM II

C'MON EVERYBODY
- GUITARHYTHM
- GUITARHYTHM II
- GUITARHYTHM active tour '91-'92
- GUITARHYTHM WILD
- GUITARHYTHM FOREVER Vol.1